# Leonardo Bruni
 Der er for få eller ingen kildehenvisninger i denne artikel, hvilket er et problem. Du kan hjælpe ved at angive troværdige kilder til de påstande, som fremføres i artiklen.

Leonardo Bruni eller Aretino (født 1370 i Arezzo, død 9. marts 1444 i Firenze) var en italiensk humanist.

## Karriere
Da grækeren Manuel Chrysoloras blev kaldt til Firenze i 1396 for at holde offentlige forelæsninger over græsk sprog og litteratur, var Bruni i over to år en af hans ivrigste disciple. Han fik megen betydning ved at samle et anseligt bibliotek ved at oversætte adskillige græske oldtidsforfattere til latin. Han fik græske håndskrifter ved hjælp af sine bekendtes handelsforbindelser med Østen.
Bruni var særlig berømt for sin færdighed i latin og oversatte nogle af Plutarchs levnedsbeskrivelser, enkelte værker af Platon, Demosthenes, Aischines, Xenophon samt Aristoteles' værker Etik, Politik og Økonomi, der ofte blev udgivet sammen i trykken i slutningen af 15. århundrede.
I 1405 blev han på Poggio Bracciolinis anbefaling ansat som pavelig sekretær i Rom. Under Innocens VII besad han denne stilling - også under hans efterfølgere - og han fulgte med Johannes XXIII til koncilet i Konstanz.
I 1415 forlod han den pavelige tjeneste, da Republikken Firenze tilbød ham posten som sekretær eller kansler.
Bruni erhvervede sig mange rigdomme i disse stillinger og var så kendt for sin lærdom og forfattervirksomhed, at folk kom langvejs fra for at se ham, og det berettes, at nogle knælede, da de mødte ham. Efter sin død laurbærkronedes han på republikkens befaling.

## Værker
Hans skrifter er næsten alle på latin.
De vigtigste er:
- Historia reipublicæ Florentinæ, der er udgivet i 12 bøger og trykt første gang i Strassburg i 1610. Bøgerne udkom dog på italiensk i Venedig allerede i 1476.
- Rerum suo tempore in Italia gestarum commentarius er en samling memoirer, som omfatter tiden 1378-1404.
- Epistolarum libri VIII, hvis bedst kendte udgave er fra Firenze i 1741.
- De bello italico adversus Gothos, der i en tid opnåede meget berømmelse som Brunis værk, er næsten udelukkende en oversættelse af Prokopios.

Bruni har også udgivet et par dramatiske værker på latin og i antik stil. Hans erotiske digte er trykt langt senere.